# Bulgur Palas
El Bulgur Palas, originalmente conocido como Mansión Bolulu Habip Bey, es una mansión histórica ubicada en Estambul, Turquía. Fue restaurado y remodelado para convertirlo en biblioteca y centro cultural para uso público después de su adquisición por parte del Municipio Metropolitano de Estambul en 2021.

## Historia
El Bulgur Palas está ubicado en la colina Kocamustafapaşa, una de las siete colinas de Estambul, en Kargı Çıkmazı 5, en Aksaray en Fatih, un municipio de Estambul en Turquía. La mansión fue encargada por Mehmet Habip Bey (1878-1926), soldado y diputado de Bolu del Comité de Unión y Progreso del Parlamento Otomano de la Segunda Era Constitucional (1908-1920), y diseñado en 1912 por Giulio Mongeri (1873-1951), arquitecto levantino de ascendencia italiana. La construcción de la casa, también llamada Mansión Bolulu Habip Bey, fue financiada por el comercio de cereales y bulgur, un producto alimenticio de trigo partido, durante la Primera Guerra Mundial.
Habip Bey fue arrestado después del Armisticio de Mudros en 1918 y exiliado a Malta en 1919, dejando la construcción sin terminar. Como resultado de las dificultades financieras que encontró durante ese período, la casa fue hipotecada al Banco Otomano como garantía de un préstamo. Tras su repentina muerte en 1926 a causa de un infarto, el edificio fue cedido al Banco Otomano como garantía de las deudas de la familia. Durante un tiempo, la mansión se utilizó como archivo bancario y sus tres apartamentos como residencias para los empleados del banco y sus familias. Una habitación de la planta baja estaba reservada como pajarera para cientos de canarios domésticos, que probablemente fueron criados para vivir en las sucursales del Banco Otomano. Posteriormente el edificio fue abandonado.
En 1955, la mansión fue objeto de saqueo durante el pogromo de Estambul debido a las familias no musulmanas que vivían allí en ese momento y al carácter no turco del Banco Otomano. El edificio permaneció bajo propiedad del Banco Otomano y en 2001 pasó a ser propiedad del Banco Garanti, que había adquirido el Banco Otomano. En 2021, la Municipalidad Metropolitana de Estambul compró Bulgur Palas, y comenzó a restaurar el edificio, con la intención de abrirlo al público como centro de documentos, archivo, biblioteca, sala de exposiciones y cafetería. El edificio se abrió a los visitantes el 28 de febrero de 2024.

## Arquitectura
El diseño de Mongeri exhibe huellas del Primer movimiento arquitectónico nacional. El edificio consta de tres plantas completas y media planta. Según el actual propietario, el edificio tiene cinco plantas. También hay una terraza de observación. El cuerpo principal del edificio está construido con ladrillo rojo sin revocar, y sólo la parte de las torres está revocada. Hay una terraza sin barandillas alrededor del techo abovedado en la parte superior. La mansión está rodeada de muros altísimos.
Bulgur Palas cuenta con 3750 m<sp>2 de espacio cubierto en 81 secciones independientes, un área abierta de 1750 m2 de dependencia, y una piscina ornamental de 9 m2. La recién creada sección de biblioteca con capacidad para 150 personas contiene alrededor de 25 000 libros y documentos.

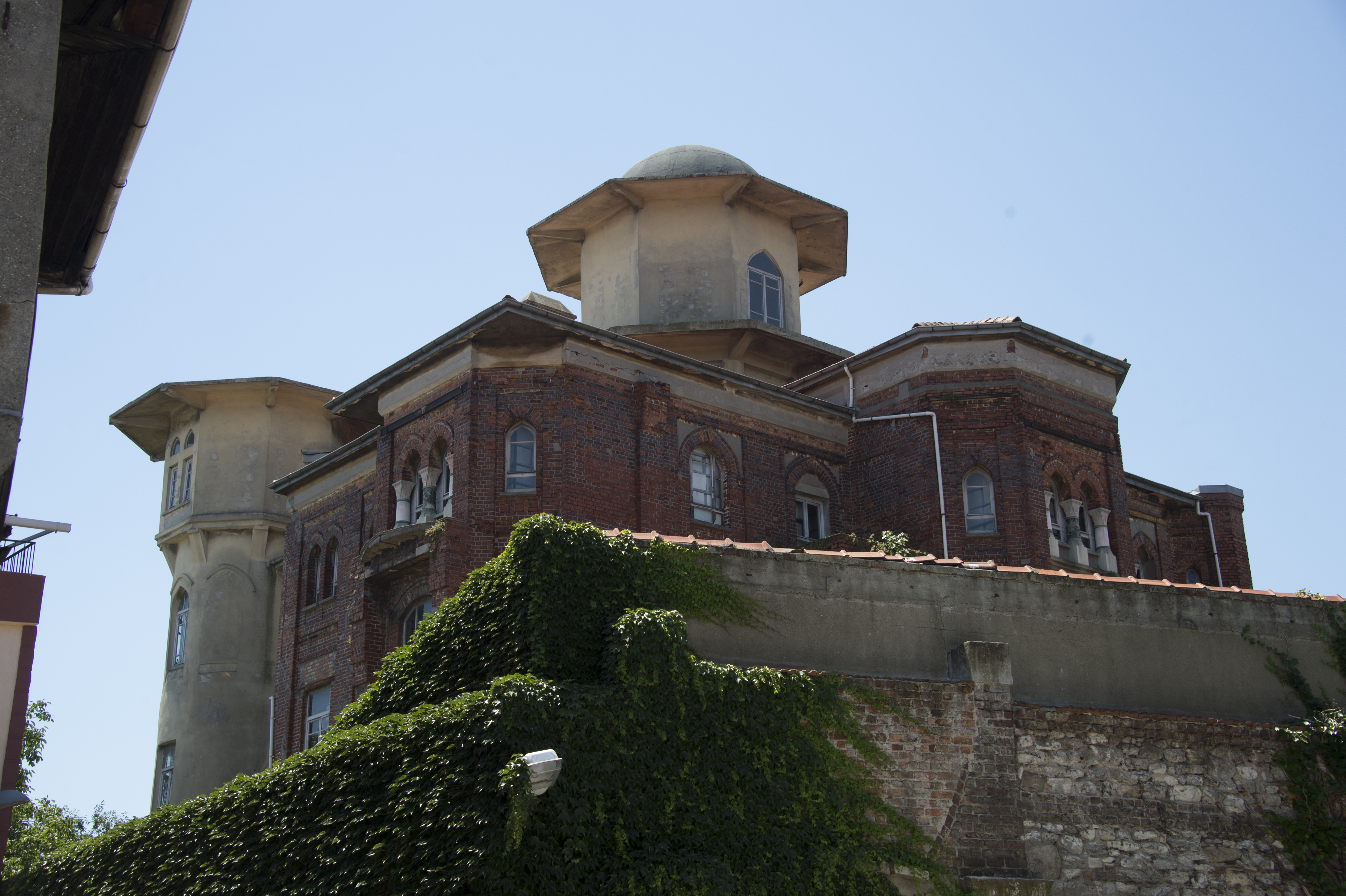
Bulgur Palas (junio de 2015)
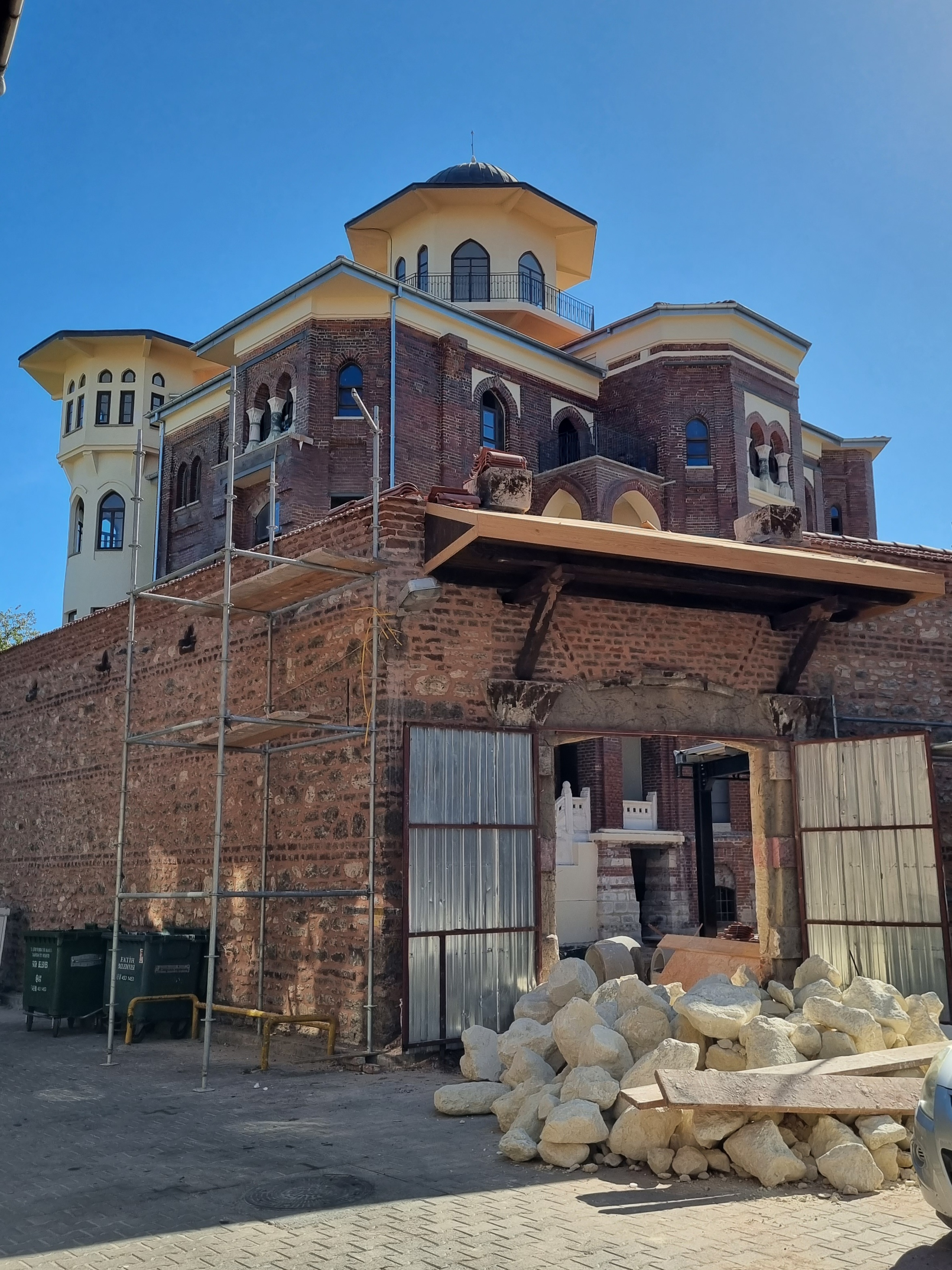
Durante restauración (septiembre de 2023)